# La Chapelle-Saint-Martin
La Chapelle-Saint-Martin é uma comuna francesa na região administrativa de Auvérnia-Ródano-Alpes, no departamento da Saboia. Estende-se por uma área de 2.57 km². Em 2010 a comuna tinha 151 habitantes (densidade: 58,8 hab./km²).